# Bisbat de Bùi Chu

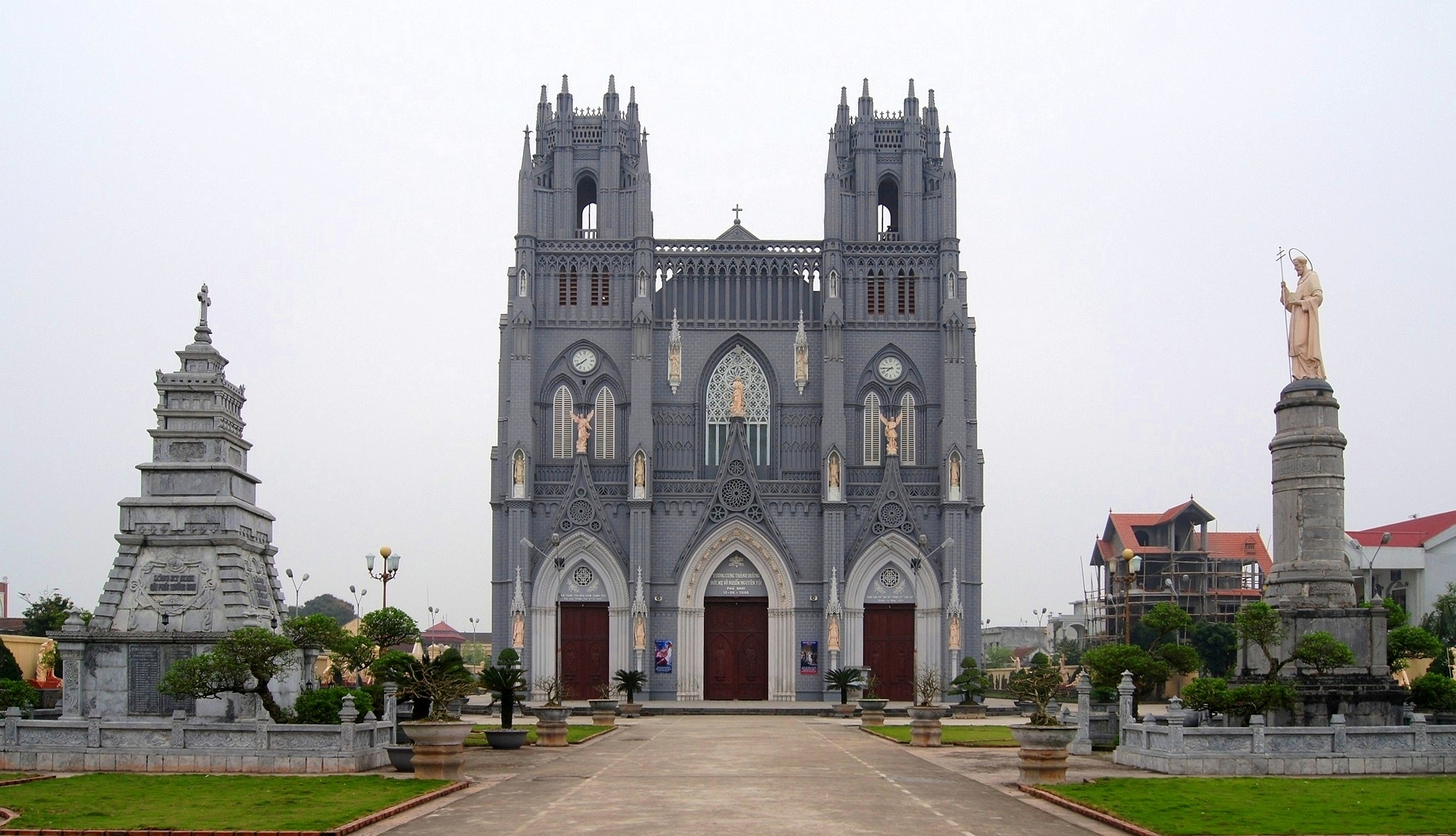
La basílica de la Immaculada Concepció de Phu Nhai, districte de Xuân Trường.

El bisbat de Bùi Chu (vietnamita: Giáo phận Bùi Chu, llatí: Dioecesis Buichuensis) és una seu de l'Església Catòlica a Vietnam, sufragània de l'arquebisbat de Hanoi. Al 2015 tenia 398.084 batejats sobre una població de 1.218.100 habitants. Actualment està regida pel bisbe cardenal Thomas Vu Dình Hiêu.

## Territori
La diòcesi comprèn la ciutat de Bùi Chu, on es troba la catedral de la Reina del Rosari.
El territori s'estén sobre 1.350 km², i està dividit en 175 parròquies.

## Història
El vicariat apostòlic del Tonquin central s'erigí el 5 de setembre de 1848, prenent el territori del vicariat apostòlic del Tonquín oriental (avui diòcesi de Hai Phòng).
El 3 de desembre de 1924 assumí el nom de vicariat apostòlic de Bùi Chu.
El 9 de març de 1936 cedí una porció del seu territori a benefici de l'erecció del vicariat apostòlic de Thái Binh (avui diòcesi).
El 24 de novembre de 1960 el vicariat apostòlic va ser elevat a diòcesi mitjançant la butlla Venerabilium Nostrorum del papa Joan XXIII.

## Cronologia episcopal
- Domingo Martí, O.P. † (5 de setembre de 1848 - 26 d'agost de 1852 mort)
- Sant José María Díaz Sanjurjo, O.P. † (26 d'agost de 1852 - 20 de juliol de 1857 mort)
- San José Melchor García-Sampedro Suárez, O.P. † (20 de juliol de 1857 - 28 de juliol de 1858 mort)
- San Valentín Faustino de Berrio-Ochoa y Aristi, O.P. † (28 de juliol de 1858 - 1 de novembre de 1861 mort)
  - Sede vacante (1861-1864)
- Bernabé García Cezón, O.P. † (9 de setembre de 1864 - de novembre de 1879 renuncià)
- Manuel Ignacio Riaño, O.P. † (de novembre de 1879 - 26 de novembre de 1884 mort)
- Wenceslao Oñate, O.P. † (26 de novembre de 1884 - 23 de juny de 1897 mort)
- Máximo Fernández, O.P. † (16 de febrer de 1898 - 14 d'agost de 1907 renuncià)
- Pedro Muñagorri y Obineta, O.P. † (14 d'agost de 1907 - 17 de juny de 1936 mort)
- Domingo Ho Ngoc Cân † (17 de juny de 1936 - 28 de novembre de 1948 mort)
- Pierre Marie Pham-Ngoc-Chi † (3 de febrer de 1950 - 5 de març de 1960 renuncià)
- Joseph Maria Phâm-Nang-Tinh † (5 de març de 1960 - 11 de febrer de 1974 mort)
- Dominique Marie Lê-huu-Cung † (28 d'abril de 1975 - 12 de març de 1987 mort)
- Joseph Vû Duy Nhât † (12 de març de 1987 - 11 de desembre de 1999 mort)
- Joseph Hoàng Van Tiem, S.D.B. † (4 de juliol de 2001 - 17 d'agost de 2013 mort)
- Thomas Vu Dình Hiêu, des del 17 d'agost de 2013

## Estadístiques
A finals del 2015, la diòcesi tenia 398.084 batejats sobre una població de 1.218.100 persones, equivalent al 32,7% del total.
| any  | població | població  | població | sacerdots | sacerdots       | sacerdots       | sacerdots             | diaques | religiosos | religiosos | parròquies |     |
| ---- | -------- | --------- | -------- | --------- | --------------- | --------------- | --------------------- | ------- | ---------- | ---------- | ---------- | --- |
| any  | batejats | total     | %        | total     | clergat secular | clergat regular | batejats por sacerdot | diaques | homes      | dones      |            |     |
| 1950 | 190.329  | 697.009   | 27,3     | 182       | 173             | 9               | 1.045                 |         | 30         | 115        | 305        |     |
| 1963 | 165.000  | 950.000   | 17,4     | 30        | 30              |                 | 5.500                 |         | 1          | 90         | 117        |     |
| 1999 | 355.864  | 1.100.250 | 32,3     | 49        | 49              |                 | 7.262                 |         |            | 327        | 130        |     |
| 2000 | 349.000  | 1.120.000 | 31,2     | 47        | 47              |                 | 7.425                 |         |            | 371        | 130        |     |
| 2001 | 361.733  | 1.138.270 | 31,8     | 52        | 52              |                 | 6.956                 |         |            | 432        | 129        |     |
| 2003 | 371.500  | 1.350.000 | 27,5     | 74        | 74              |                 | 5.020                 |         |            | 421        | 129        |     |
| 2004 | 380.130  | 1.336.400 | 28,4     | 58        | 58              |                 | 6.553                 |         |            | 475        | 129        |     |
| 2006 | 386.148  | 1.428.658 | 27,0     | 84        | 83              | 1               | 4.597                 |         | 1          | 502        | 129        |     |
| 2012 | 381.906  | 1.879.000 | 20,3     | 163       | 163             |                 | 2.342                 |         |            | 735        | 173        |     |
| 2015 | 398.084  | 1.218.100 | 32,7     | 185       | 80              | 105             | 2.151                 |         |            | 105        | 842        | 175 |